# Félix Buelens
Félix Buelens (Etterbeek, 1850 – Oostende, 1921) was een Belgisch kunstschilder.

## Levensloop
Hij was in hoofdberoep haarkapper, later pensionhouder in Oostende en schijnt een professionele kunstenaarsopleiding genoten te hebben in een (niet achterhaalde) academie in het Brusselse.
Hij schilderde stadsgezichten (“Daken in Oostende”) en stillevens in een stijl die verwant is aan die van James Ensor uit de jaren 80 van de 19de eeuw. Hij was bevriend met Ensor en bezat schilderijen van hem, o.a. "De roeier" (nu in het Koninklijk Museum voor Schone Kunsten Antwerpen (KMSK) en de portretten van hemzelf (verdwenen) en zijn echtgenote (eveneens in het KMSK). Hij was eveneens bevriend met de kunstschilders Emile Spilliaert (1858-1913) (Léon Spilliaert was zijn achterneef), Antoine Dujardin en Auguste Musin.
Zijn eigen kunstcollectie was tentoongesteld in zijn pension in de Koninginnelaan dat veel door kunstenaars gefrequenteerd werd. Tot deze collectie behoorden o.a. "Cabaret flamand" (olie) en "Oude vissers- het gebed tijdens de storm" (tekening) van Frantz Charlet.
Hij nam enkele keren deel aan de driejaarlijkse Salons, vooral met stillevens.

## Verzamelingen
- Oostendse geschiedkundige en heemkundige kring “De Plate”